# Forbach (Niemcy)
Forbach – miejscowość i gmina w Niemczech, w kraju związkowym Badenia-Wirtembergia, w rejencji Karlsruhe, w regionie Mittlerer Oberrhein, w powiecie Rastatt. Leży w Schwarzwaldzie, nad rzeką Murg, ok. 25 km na południowy wschód od Rastatt, przy drodze krajowej B462.